# Musée Jean-Léon Gérôme
Le musée Jean-Léon Gérôme, appelé musée Georges-Garret jusqu'en 2024, est un musée d'archéologie et des beaux-arts situé à Vesoul dans l'est de la France (Haute-Saône).
Créé en 1882, le musée est initialement consacré aux beaux-arts. Installé dans une chapelle du couvent des Annonciades, le musée se développe rapidement, notamment grâce aux donations de bourgeois et de peintres vésuliens. En 1938, le musée est transféré dans les bâtiments de l'hôtel de ville. À la suite d'importantes découvertes archéologiques sur le sol du département, une section archéologie est ouverte en 1964. Au début des années 1980, le musée est transféré dans l'ancien couvent des Ursulines, rénové à cet effet.
Aujourd'hui, le musée expose plusieurs centaines d'œuvres situées dans quatorze salles (neuf salles des beaux-arts et cinq salles d'archéologie), répartis sur deux niveaux. L'établissement comprend une riche collection de stèle funéraire ainsi que la plus importante collection artistique mondiale du peintre et sculpteur vésulien Jean-Léon Gérôme et de ses disciples qui ont formé ce qui est appelé aujourd'hui « l'école haut-saônoise » (Dagnan-Bouveret, Muenier, Courtois, Prinet). Musée municipal, l'établissement porte le label « Musée de France ».

## Histoire

### Origines du musée

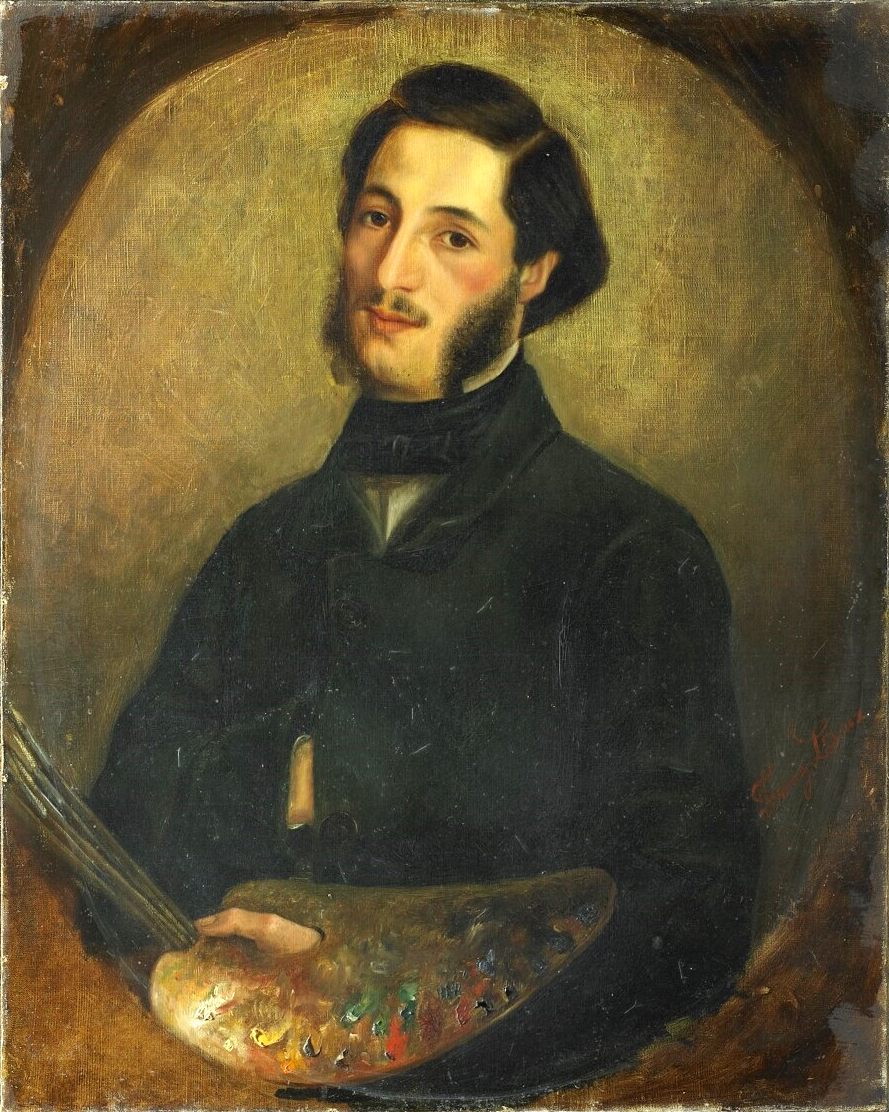
Victor Jeanneney, fondateur du musée.

Les premières idées de création d'un musée à Vesoul émanent de Claude-Basile Cariage, artiste né à Vesoul en 1798. Professeur de dessin au collège Gérôme durant 46 années et premier professeur de Jean-Léon Gérôme, Cariage œuvra au cours du XIXe siècle pour la fondation d'un musée dans sa ville mais ne put bénéficier de subventions municipales et le projet échoue. Il décède finalement sept ans avant l'ouverture du musée. Par délibération du conseil municipal en date du 21 mai 1877, il est décidé d'affecter la somme de 1200 francs pour l'achat d'œuvres d'art, considérant que la création du musée serait utile à la ville.
Jean-Léon Gérôme porte alors un grand intérêt à la création d'une musée à Vesoul. Le 17 décembre 1879, il échange avec le maire de Vesoul : 

« Dans ces derniers jours, j'ai eu l'occasion de voir Monsieur le Sous Secrétaire d'État, détaché aux Beaux-Arts, et je lui ai parlé des musées à fonder en province pour répandre en France le goût des Arts. Naturellement, j'ai amené la conversation sur celui de Vesoul en voie de formation. »

Le musée de Vesoul est officiellement créé en 1882 par l'artiste bisontin Victor Jeanneney, professeur au lycée de Vesoul et directeur de l'école municipale de dessin de Vesoul. Arrivé à Vesoul en 1864, Jeanneney avait déjà réunies plusieurs œuvres d'art en vue de la création du musée.
En 1882, Vesoul est alors une petite cité d'environ 10 000 habitants.

### 1882 à 1938: installation dans la chapelle des Annonciades

#### Les dons de Gérôme
Les premières collections du musée sont réunies par Jeanneney puis déposées dans une chapelle du couvent des Annonciades. Il donne au musée en 1882 l'un de ses tableaux (La Chute du Todeur), ce qui constitue donc historiquement l'une des premières œuvres du musée. Le premier catalogue des collections du musée est édité en 1885 : il mentionne déjà pas moins d'une centaine d'œuvres.

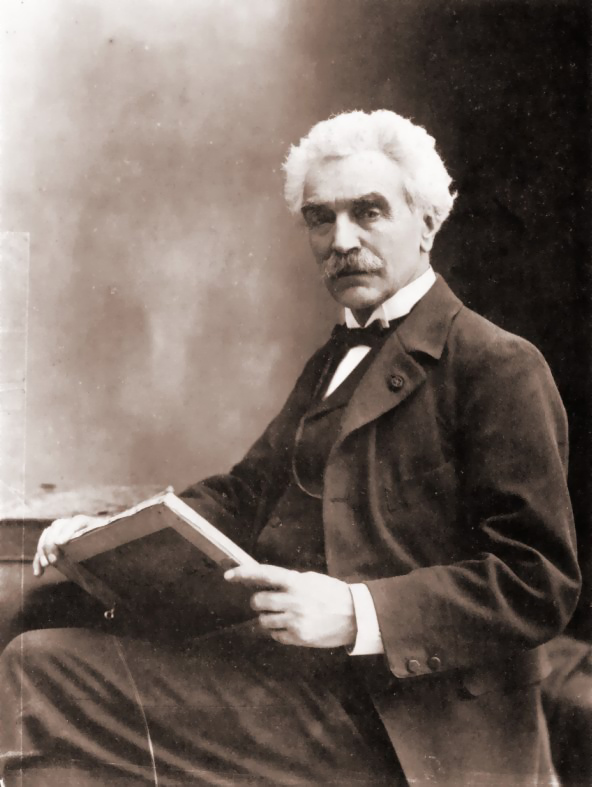
Gérôme fit don de son vivant de plusieurs de ses œuvres au musée.

Les collections sont rapidement enrichies par Gérôme lui-même. Au cours des années 1880, il fait don au musée de plusieurs de ces œuvres, notamment : Anacréon, Bacchus et Amour en 1882, Nominor Leo en 1885 et Cave canem en 1886. Le capitaine Henri Leblond lègue en 1885 au musée l'un de ses portraits, réalisé par Jean-Léon Gérôme. Une œuvre de Pierre Georges Jeanniot (Les Flanqueurs) est acquise par le musée en 1886 à la suite d'un dépôt de l'État. De plus, l'artiste local Henri Blandin offre au musée en 1887 deux de ses œuvres représentant la ville de Vesoul.
Dans les années 1890, le musée développe considérablement ses collections. En 1890, la société d'agriculture, lettres, sciences et arts de la Haute-Saône offre deux pierres tombales sculptées en bas-relief, provenant d'églises situées dans la région de Vesoul. En 1892, un nouveau tableau de Jeanniot arrive au musée (Le Moineau de Lesbie). En 1895, à la suite d'un don des œuvres d'un peintre anonyme (Le Frappement de rocher et L'Adoration du veau d'or) viennent même enrichir les collections. Par le biais du fonds national d'art contemporain, l'État donne, en 1897, au musée La mort d'Abel, un tableau d'Émile Schuffenecker réalisé en 1884. En 1897, Jules-Alexis Muenier lègue au musée de Vesoul deux de ses œuvres (La Conversation et Sur la porte), œuvres de naturalisme paysan. 
En décembre 1897, la presse locale déclare l'existence d'un projet de transférer le musée de Vesoul dans la partie supérieure des halles de la ville, place du Champ-de-Foire. Le projet reste en suspens plusieurs années et le 9 décembre 1900, un article parait dans Le Réveil de la Haute-Saône déclarant que le musée de Vesoul sera déplacé, dès 1901, dans les halles et qu'il sera renommé « musée Gérôme ». Cependant, le projet n'aboutira finalement pas.
Vers 1900, Jean-Léon Gérôme dépose également deux de ses œuvres  au musée : les sculptures Frédéric le Grand et La Danse (Loïe Fuller). La sculpture Les Violettes de François-Raoul Larche est donné par l'État au musée. À nouveau, Gérôme lègue à l'établissement une sculpture (Le Duc d'Aumale), un plâtre patiné brun réalisé par lui-même en 1899. Puis, c'est au tour de René Prinet de faire don de l'une de ses œuvres (Le Réfectoire de l’orphelinat de Morey, en 1902).

#### Les dons des autres artistes locaux
Les dons de Gérôme au musée de Vesoul encourage d'autres artistes à soutenir le musée. En 1904, le musée fait l'acquisition de César au tombeau d'Alexandre le Grand, tableau de grande dimension du peintre vésulien Gustave Courtois. L'année suivante, un Portrait de l’Abbé Joseph de Beauchamp, personnalité né à Vesoul en 1752 est déposé au musée. En 1906, trois maquettes du monument Gérôme réalisées par le sculpteur vésulien Jules Aimé Grosjean sont déposéds dans les collections du musée. Madame la Générale Comte lègue une commode demi-lune du XVIIIe siècle (1908),,. En 1913, les collections du musée intègrent une Tanagra de Gérôme ainsi qu'un Buste de Gérôme de Carpeaux.
De 1914 à 1944, peu d'œuvres sont acquises par le musée : on note notamment un don en 1925 par l'abbaye de Montigny de la pierre tombale d'Héloïse de Joinville ainsi qu'un don en 1935 de Madame Ardin, de son propre portrait, rêalisé par Jules-Alexis Muenier.

### 1938 à 1981: déplacement du musée dans l'hôtel de ville

#### Le soutien de Georges-Garret
Dans les annéees 1930, le musée bénéficie de l'aide de Georges Garret qui œuvre pour les activités de l'établissement. Pharmacien, puis maire de Vesoul de 1946 à 1947, Georges Garret décide de déplacer les collections au sein de la chapelle de l'hôtel de ville, pour faire face à l'augmentation croissante du volume des collections,. C'est ainsi que le musée est transféré en 1938 dans le nouvel hôtel de ville, situé rue Paul-Morel.

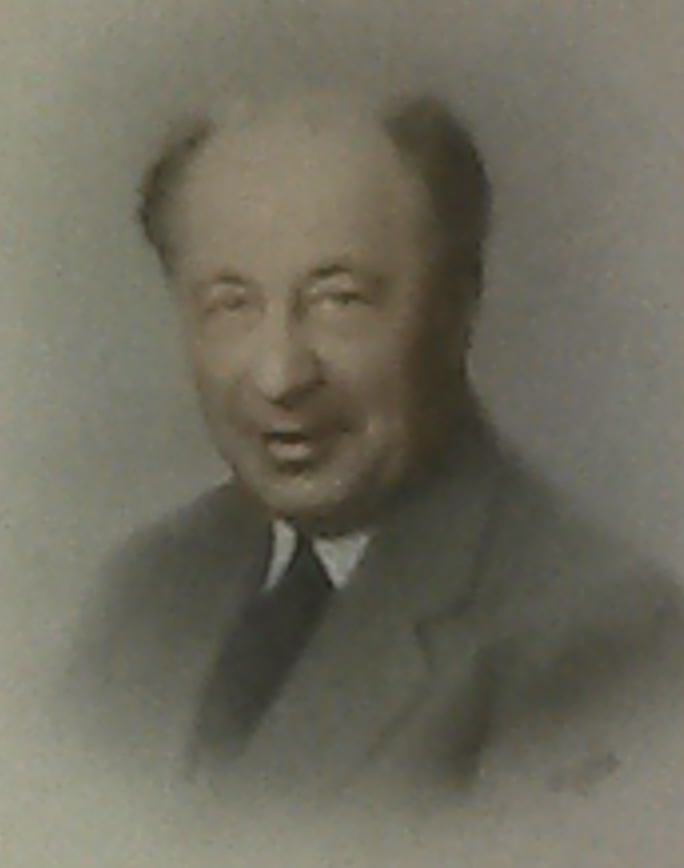
Georges Garret, personnalité locale qui œuvra dans les activités du musée.

#### L'importante donation des héritiers de Gérôme
En 1945, une trentaine d'œuvres de Gérôme - au moins vingt-cinq tableaux et trois sculptures - sont léguées au musée par des petits enfants de Gérôme : Jean-Léon Morot et sa soeur Aimée Dubuffe (fonds portant le nom de donation Morot-Dubuffe). Ce don inclut une importante collection de peintures de style orientaliste (L'Entrée du Christ à Jérusalem, La Fuite en Égypte, Paysage d'Orient, La Chasse au lion) ainsi que des tableaux de style divers (Loïe Fuller et Dante et Virgile aux enfers). Ce don inclut également les trois sculptures suivantes : Buste de Bellone, Omphale et L’Oracle aux serpents. Enfin, cet important lègue des héritiers de Gérôme inclut aussiune sculpture de Fernand Cormon (Le Sculpteur au travail) et un tableau de Pascal Dagnan-Bouveret (Portrait de Jean-Léon Gérôme en habit d’académicien).
En 1949, un Buste de Jean-Léon Gérôme polychromant une Tanagra du sculpteur allemand Léopold Bernstamm vient enrichir les collections du musée (dépôt de l'État). En 1952, un autre fonds de donation, la donation Hubert-Legrand, vient offrir au musée deux nouvelles œuvres : Vieille Femme à la pipe de Gérôme et Roses trémières de Muenier. En 1954, Georges Garret fit don au musée d'une peinture de Dagnan-Bouveret. En 1959, six tableaux de Prinet sont offerts au musée par ses héritiers parmi lesquels : La Bibliothèque, L’Ombrelle rayée sur la plage et Les Éteules.
En 1962, un nouveau tableau de Muenier (La Leçon de clavecin) (par dépôt de l'Êtat via le fonds national d'art contemporain) arrive au musée Georges-Garret.

#### Ouverture de la section Archéologie
En 1963, la société d'agriculture, lettres, sciences et arts de la Haute-Saône, principale société savante historique du département, dépose une importante collections de stèles funéraires au musée. C'est alors que le musée qui était jusqu'à présent consacré aux beaux-arts se voit dorénavant abriter une collection « Archéologie » qui voit officiellement le jour en 1964. Cette collection d'une trentaine de stèles funéraires, provenant principalement du nord de la Haute-Saône (Corre, Luxeuil-les-Bains etc), est alors l'une des plus importantes de la région. La plupart de ces stèles ne sont cependant que des fragments plus ou moins bien conservés.
En 1969, la donation Hubert-Legrand fait don au musée de nouvelles œuvres. Cette donation comprend Portrait de Mme Dagnan de Gustave Courtois, Portrait de Gabriel Bouveret de Pascal Dagnan-Bouveret et Portrait de Bastien-Lepage d'Auguste Rodin.
En 1971, la donation Hubert-Legrand lègue à l'établissement une quinzaine de tableaux des disciples de Gérôme. Cette donation inclut un grand nombre de tableaux, notamment des peintures de portraits, de Dagnan-Bouveret : Ruelle à Alger, Hernani, Portrait de Madame Dagnan, Le Peintre et sa Femme, Le Moulin de Corre, Portrait de Mlle Anne-Marie Walter, Portrait de Jean Dagnan, Vue de Venise, Vue de Quincey... Cette donation de 1971 inclut également deux tableaux de Courtois (Portrait de Mme Dagnan et Jean Dagnan, âgé de trois ans) et un tableau de Muenier (Lever de lune à Pontcey.
Le tableau de Gérôme Les Colosses de Thèbes, Memnon et Sésostris est acheté en vente publique en 1978 par le musée. L'année suivante, deux nouveaux dons viennent enrichir les collections du musée (Buste de l’Impératrice Eugénie du sculpteur Henri-Frédéric Iselin et Phryné d'Alexandre Falguière).

### Depuis 1981: transfert dans l'ancien couvent des Ursulines

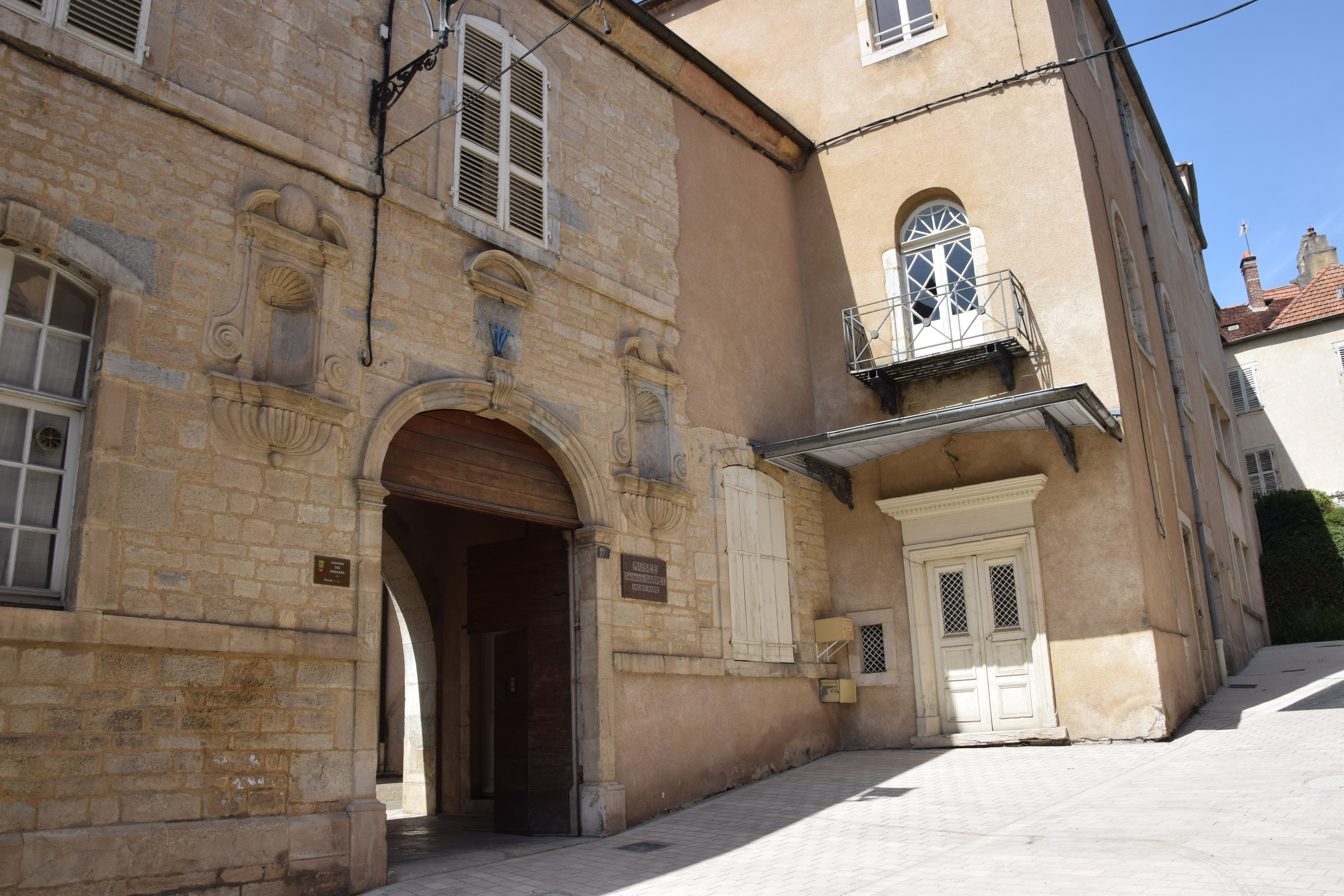
Le musée est installé dans l'ancien couvent des Ursulines depuis 1981.

Depuis les années 1970, la municipalité décide de choisir un nouveau lieu pour héberger les œuvres du musée municipal, dans le but d'offrir au musée un espace plus adéquat pour y exposer les nouvelles collections et mieux accueillir le public. C'est alors que la ville jette son dévolu sur l'ancien couvent des Ursulines, un bâtiment construit entre 1680 et 1683 situé au cœur du Vieux-Vesoul. D'importantes rénovations sont alors entreprises et c'est en 1981 que le musée s'installe dans le couvent des Ursulines,. L'ancien couvent est alors équipé de salles spacieuses permettant d'exposer des collections permanentes mais également des expositions temporaires. De plus, le bâtiment dispose d'une vaste cour intérieure centrale.
En 1981, le musée fait l'acquisition d'un nouveau tableau de Gérôme (Une âme emportée par un ange) donné par l'église de Frotey-lès-Vesoul, ainsi qu'un Portrait de Victor Jeanneney, le fondateur du musée de Vesoul, peint par François Ledoux-Jeanneney.

#### Le soutien du fonds régional d’acquisition des musées
La constitution en 1982 du Fonds régional d’acquisition des musées (FRAM), dispositif créé afin de soutenir les collectivités et les musées dans l'acquisition d'œuvres d'art, permit au musée de Vesoul d'acquérir un nombre important d'œuvres d'art. Le Buste du Docteur Reclus (1982) et Belluaire (1983) de Gérôme sont acquis par le musée grâce au FRAM. En 1983, Gilles Cugnier donne au musée deux stèles funéraires de l'époque gallo-romaine provenant de Luxeuil. La même année, le musée achète un tableau de Gérôme, La Promenade dans le parc, une huile sur bois réalisée vers 1900. En 1983, quatre œuvres de lithographie de Victor Jeanneney réalisées en 1879 et 1880 sont achetées par le musée.
En 1984, le musée fait l'acquisition de deux nouvelles œuvres de Jean-Léon Gérôme : Les Mouettes et Saint Vincent de Paul. Une Joueuse de boules de 1902 par Gérôme est acquis par le musée en 1985. Puis, le musée, par don de Gilles Cugnier, acquiert le Buste de Gérôme d'Élias Robert ainsi que La Douleur de Gérôme, à la suite d'un don de Madame Masson,.
En 1986, une statuette historique est donnée au musée par la confrérie des vignerons de Vesoul, confrérie fondée en 1597. En 1987, la Danseuse à la pomme de Gérôme est donné par l'association des Amis du Musée et de la Bibliothèque de Vesoul, avec l’aide du FRAM. L'association fit également don deux ans plus tard du tableau Le Pain bénit à Corre de Dagnan-Bouveret. L'association des amis du musée de Vesoul fait, en 1990, à nouveau don d'une autre sculpture de Gérôme intitulée Danseuse au cerceau. La Fin de la corrida, Le Mendiant, L’Aigle expirant de Waterloo, trois œuvres de Gérôme, sont achetées en 1991 par le FRAM pour le musée de Vesoul.
Le bâtiment hébergeant le musée prend une nouvelle dimension patrimoniale le 21 décembre 1992 en étant inscrit au titre des monuments historiques. En 1994, Le Prophète désobéissant (Gérôme), Le Martyre de sainte Ursule (Flatz) et Portrait de femme (Dagnan-Bouveret) viennent enrichir les collections du musée. En 1995, un tableau nommé L'Odyssée, puis Le Mariage de Ruth et Booz d'Auguste Leloir intègrent le musée vésulien.
L'année 1999 représente une année importante pour l'héritage artistique de Jules-Alexis Muenier au musée de Vesoul. En effet, cette année là, le musée se procure treize œuvres du peintre. Le fonds régional d’acquisition des musées fait l'acquisition, pour le musée, de six œuvres du peintre : Le Montciel, à Coulevon, Lavandière, Portrait de Geneviève Muenier, Faucheur, A l'ombre et Paysage de bord de Saône. Henri Muenier, descendant du peintre, donne quant à lui six tableaux : La Leçon de piano, Lavandière, Paysan, Jeune Bergère tricotant, Le Train départemental etLa Grand-Mère. De plus, le tableau Villefranche au crépuscule réalisé par le peintre en 1893 est déposé par l'État au musée en 1999.

#### Le musée auXXIesiècle
Au XXIe siècle, le musée est labellisé « Musée de France », distinction délivrée par le ministère de la Culture, qui témoigne de l'importance du musée dans la vie culturelle régionale.
Un tableau de Gustave Courbet, Les Falaises de l'Essart-Cendrin, et une peinture nommée Portrait de Charles Demandre en tenue de chasseur de Faustin Besson sont donnés par la Salsa au musée, probablement en 2000. L'Abreuvoir de Muenier (2001), le Portrait de Jules-Clément Chaplain de Gérôme (2002), Soir d'été de Muenier (2003) arrivent ensuite au musée.
En 2012, deux bas-reliefs de Gérôme (La Prise de la Smalah et Le Duc d'Aumale recevant la soumission d'Abd-el-Kader) déposés par le musée des Beaux-Arts et d'Archéologie de Besançon intègrent les collections du musée.
Le 4 décembre 2024, année du bicentenaire de la naissance de Gérôme, le musée est renommé « musée Jean-Léon Gérôme ». Totalisant une soixantaine d'œuvres de Gérôme (environ quarante tableaux et vingt sculptures), le musée représente la plus importante concentration artistique de Gérôme au monde.

## Organisation des salles

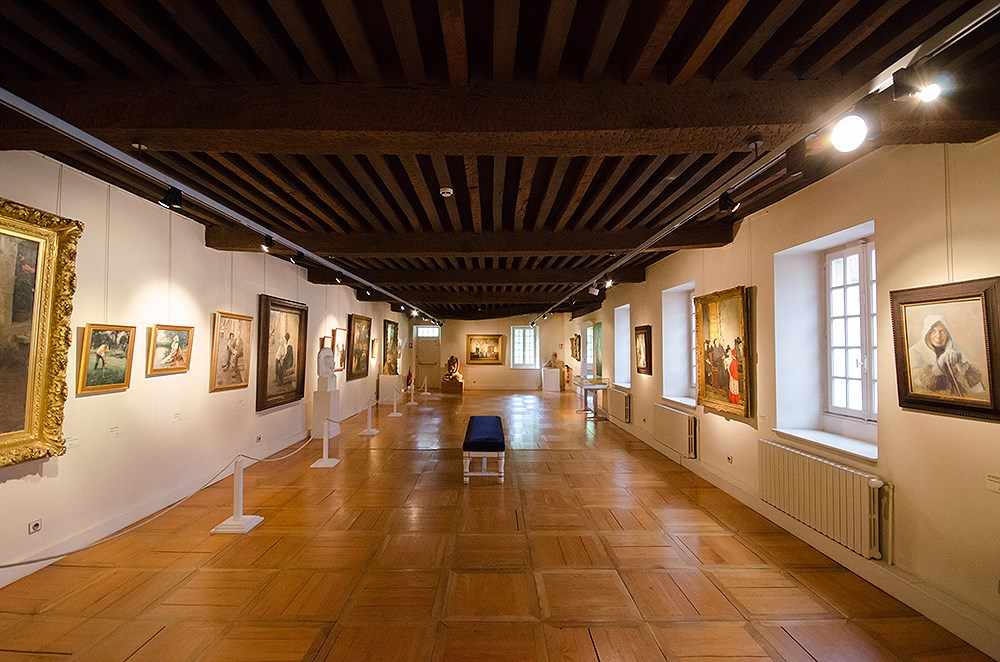
Une salle du musée.

### Salles du premier niveau
Le premier niveau, consacré à l'archéologie, se compose de cinq salles, en plus de l'accueil qui expose quelques œuvres. Ces salles ont pris pour la plupart les noms des géologues et historiens du département :
- Salle Barbey
- Salle de Trévillers
- Salle Théobald
- Salle Petitclerc
- Salle Jeanneney

### Salles du deuxième niveau
Le deuxième niveau, qui est entièrement consacré aux beaux-arts, avec principalement des œuvres du XVIIe siècle et du XVIIIe siècle, est constitué de 9 salles qui porte le nom d'artistes locaux célèbres :
- Salle Gérôme
- Salle Dagnan-Bouveret
- Salle Courtois
- Salle Muenier
- Salle Xaintonge
- Salle Dyverness
- Salle Delarbre
- Salle Cousin
- Salle Iselin
- Salle Beauchamp

Plan des salles du musée
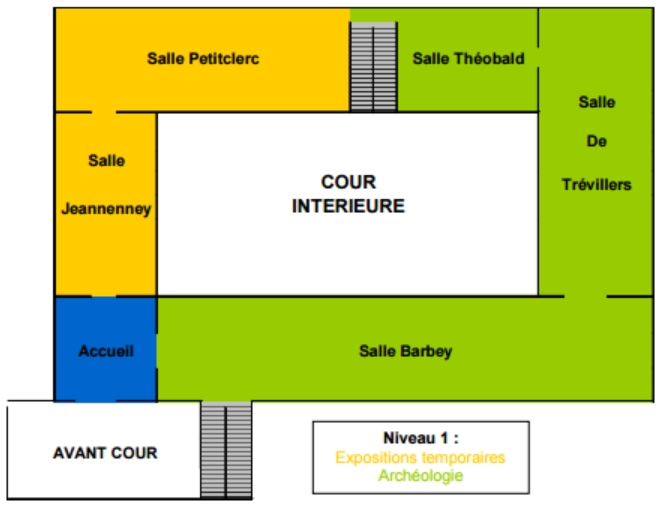
Salles du niveau 1.
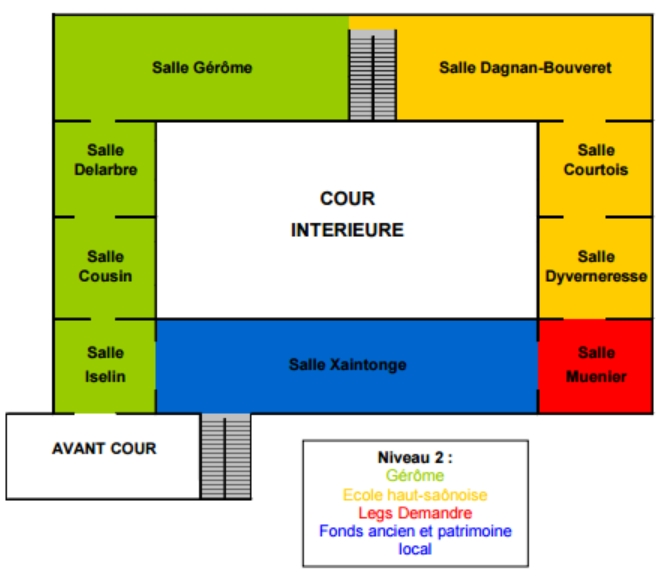
Salles du niveau 2.

## Collections
La collection permanente du musée inclut deux types de collections : la collection « archéologique » et la collection « beaux-arts » Les objets de la collection archéologique sont présentés par ordre chronologique, de la Préhistoire au Moyen Âge. Ces vestiges d'objets historiques ont été trouvés sur tout le territoire du département de la Haute-Saône et constituent ainsi une importante trace du passé du département. La section Beaux-Arts est consacrée à l'art de la seconde moitié du XIXe siècle autour du peintre et sculpteur Jean-Léon Gérôme.
Le musée propose également de manière occasionnelle des expositions temporaires.

### Archéologie

#### Préhistoire

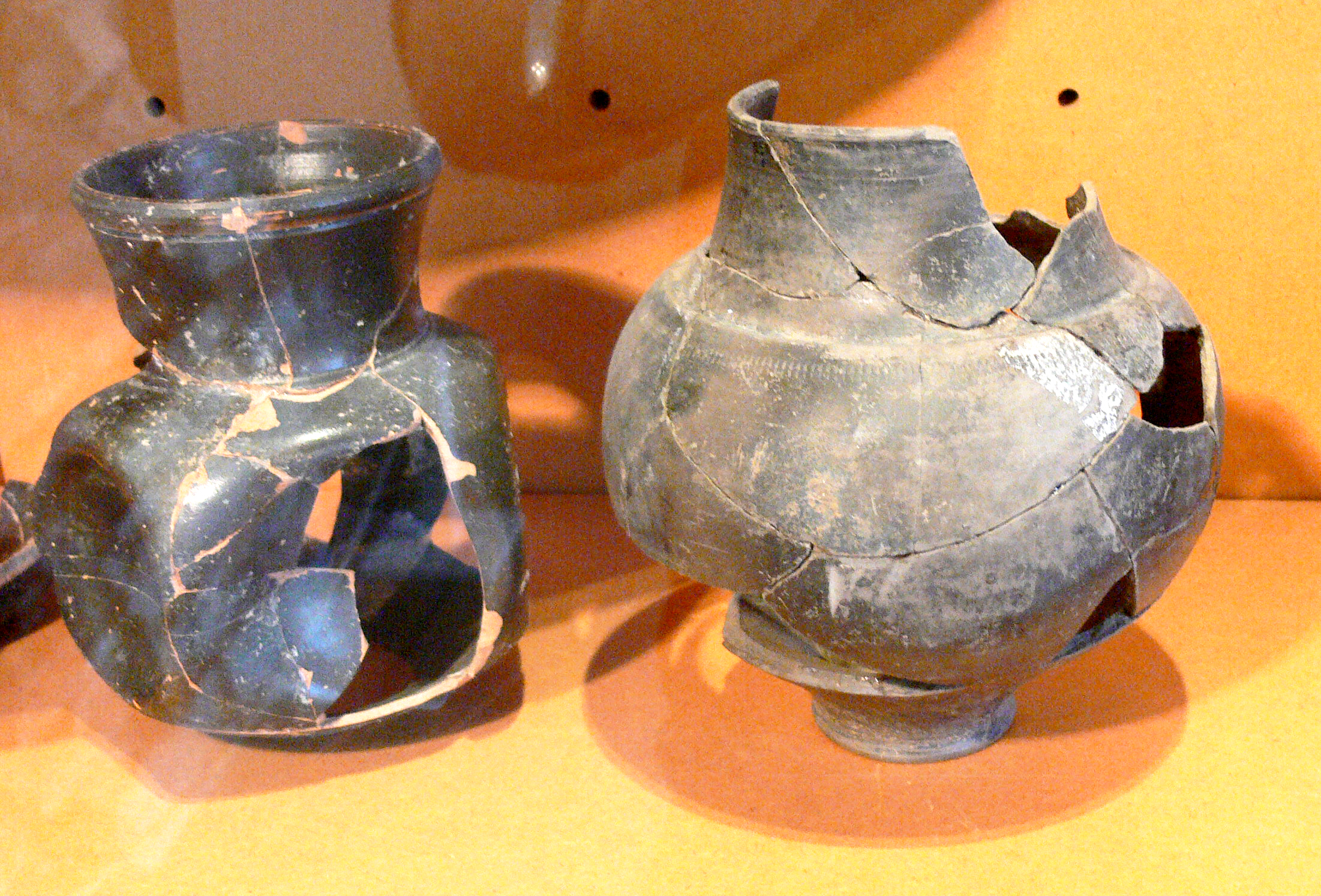
Des céramiques trouvées dans des fouilles en Haute-Saône.

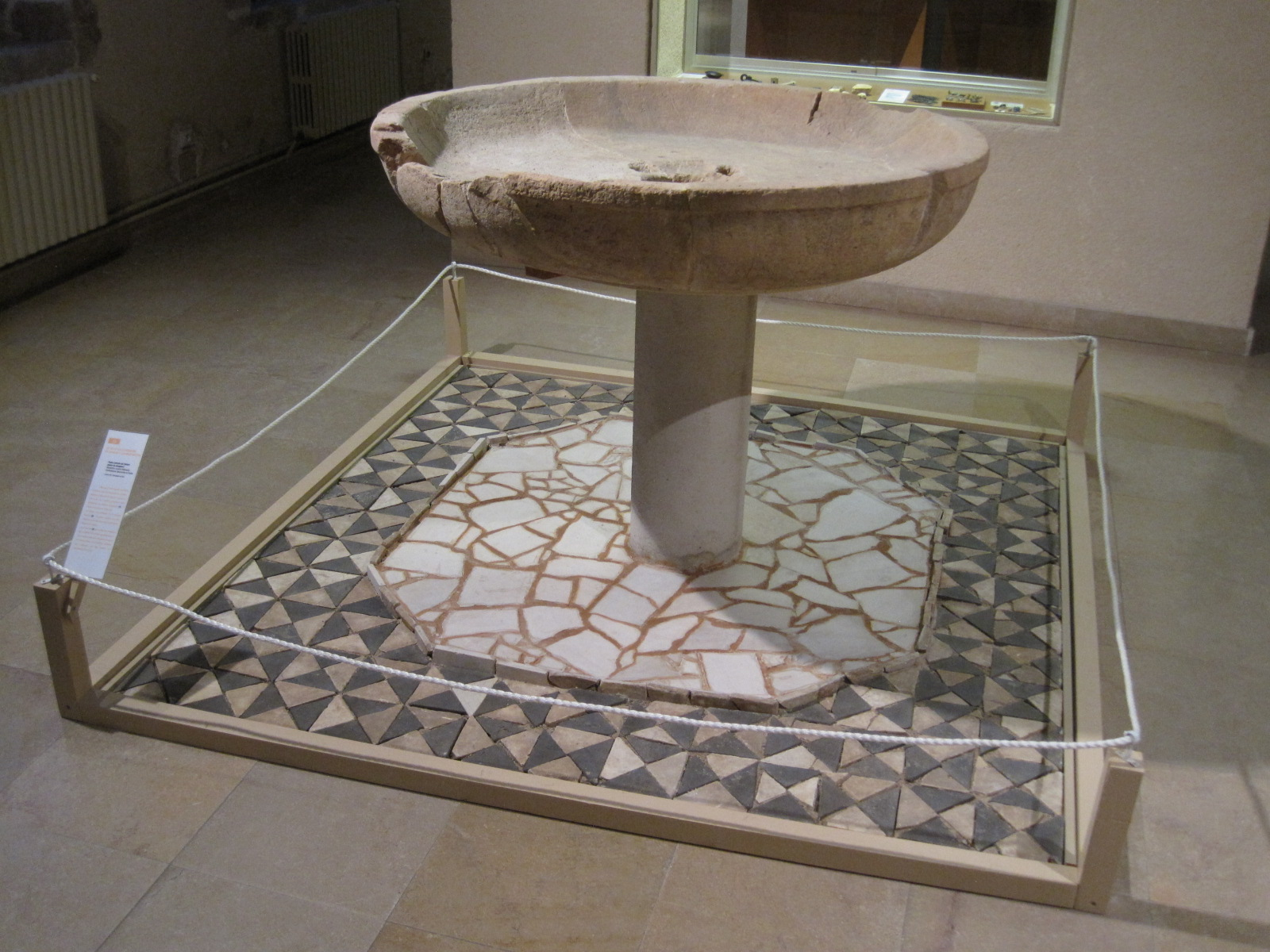
La partie centrale reconstituée de l'atrium de la villa gallo-romaine de Chassey-lès-Montbozon.

Pour la période préhistorique, on retrouve principalement des outillages et des objets divers, y compris sous forme de fragments tels que des armes (haches, perçoirs, pointes de flèches) ou d'autres objets variés (perles, pendeloques, fusaïoles, poteries). Les matériaux employés sont alors divers (pierre, fer, bronze). Un nombre important de ces vestiges ont été retrouvés sur des sites anciens de l'agglomération vésulienne : à la font de Champdamoy (Quincey), à la grotte de la Baume, au plateau de Cita (Échenoz-la-Méline), et au camp de César (Chariez). Des objets de sites historiques plus éloignés sont également présents dont le site préhistorique de la Baume-Noire à Frétigney ou encore les sites d'extraction d'Etrelles,.

#### Antiquité
Concernant la période antique, les vestiges d'objets archéologiques sont également abondants. Les stèles et sculptures funéraires constituent le principal type d'objet au sein de la collection archéologique. En effet, environ une quarantaine de stèles funéraires en pierre (en entier ou en fragments) sont exposées, dont une trentaine provenant de Corre, village situé au nord de la Haute-Saône. Le reste des sculptures funéraires provient de communes de secteurs divers (Francalmont, Luxeuil-les-Bains, Jonvelle, Pontcey). Ces stèles représentent la plupart du temps des personnages, parfois ornées d'inscriptions ou de motifs. Une grande majorité des stèles funéraires du musée ont été données par la société d'agriculture, lettres, sciences et arts de la Haute-Saône lors d'un dépôt en 1963,,.
Outre les stèles funéraires, la collection archéologique de vestiges antiques inclut un nombre important d'objets archéologiques provenant de la villa gallo-romaine de Chassey-lès-Montbozon, située à 17 kilomètres au sud-est de Vesoul. Ces vestiges de villa romaine du Ier siècle incluent des restitutions de l'hypocauste, la partie centrale de l'atrium et de la toiture réalisées à partir des vestiges de la villa, qui a été représentée au musée à travers une maquette de reconstitution. Y figurent également des objets du quotidien et décoratifs. De même, le fanum de Montjustin, situé à 16 km à l'est de Vesoul, a livré plusieurs témoignages de cette époque,.

#### Moyen Âge
Le musée abrite également des vestiges médiévaux, néanmoins en minorité par rapport aux vestiges préhistoriques et antiques. On compte notamment plusieurs pierres tombales attribuées à différents personnages historiques locaux (François de Plaisant, Eloïse de Joinville, Philibert de Montrost). Quelques objets ont été retrouvés à l'emplacement du château de Colombier ainsi que du château de Vesoul, notamment des restants d'armes d'artillerie, mais également des poteries et des fragments d'objets divers. Enfin, le musée regroupe quelques traces de l'abbaye Notre-Dame de Bellevaux, notamment des carreaux de pavement,.

### Beaux-arts

#### Peintures

##### Tableaux de Jean-Léon Gérôme

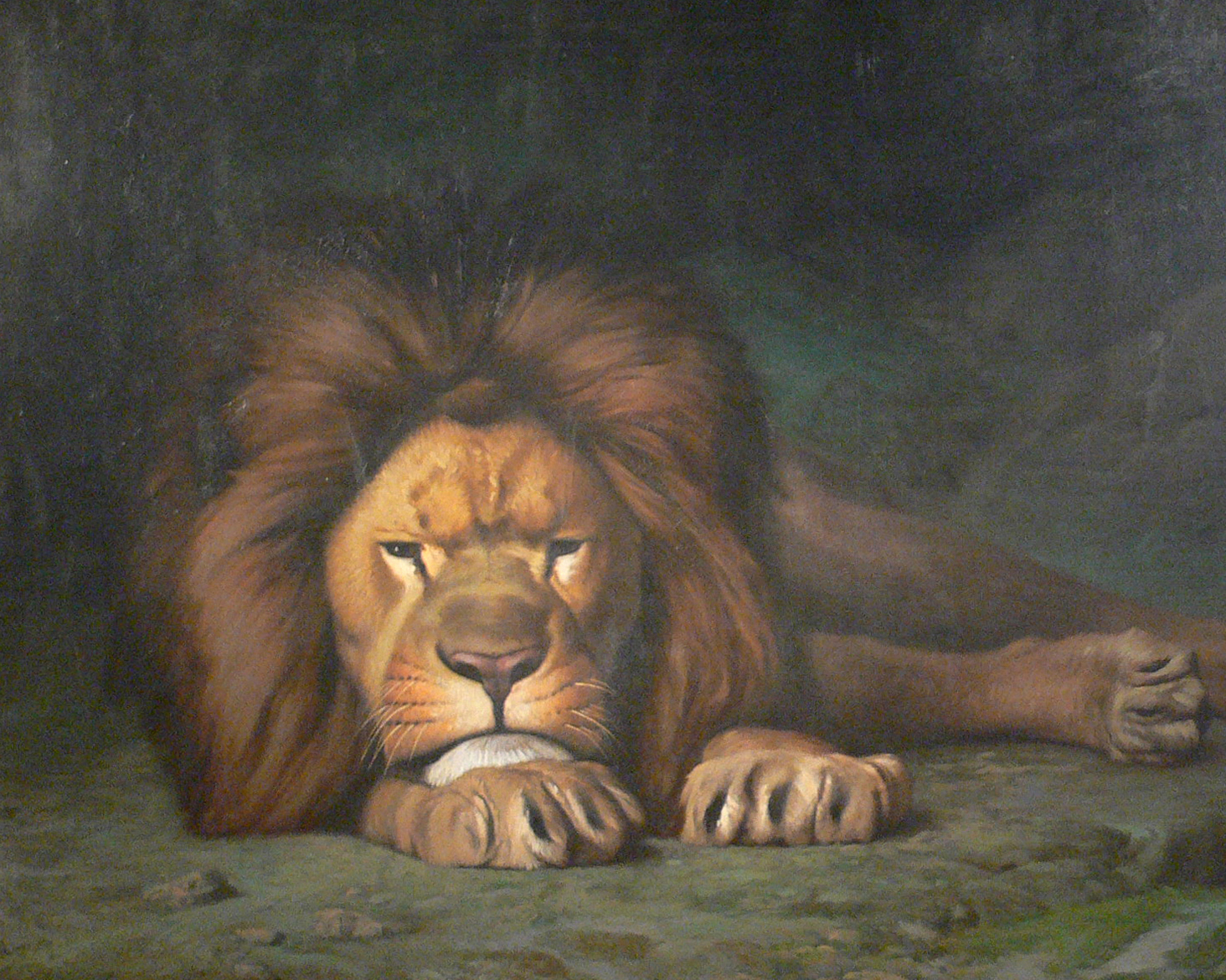
Tableau Nominor Leo de Jean-Léon Gérôme.

Le musée consacre une importante partie de sa collection de tableaux à Jean-Léon Gérôme (1824-1904), peintre académique du XIXe siècle né à Vesoul. Considéré comme l'un des principaux représentants de la peinture académique du Second Empire, il s'inspire de scènes orientalistes, mythologiques, historiques et religieuses. Il est réputé pour sa précision et son souci du détail.
Environ une quarantaine de tableaux de Gérôme sont exposés au musée Jean-Léon Gérôme, ce qui constitue l'une des plus importantes concentrations de tableaux du peintre vésulien. Au sein du musée, on retrouve de Gérôme un nombre important de toiles abordant des styles différents. Gérôme offrit de son vivant plusieurs de ses toiles au musée. Après la mort du peintre, sa famille fit également don d'œuvres de l'artiste au musée,.
Les compositions orientalistes sont nombreuses (Femmes au bain, Minarets du Caire, Paysage d'Orient, Intérieur de mosquée) et les compositions historiques sont souvent inspirées de l'Antiquité (Cave canem, prisonnier de guerre à Rome, Les Colosses de Thèbes, Memnon et Sésostris, Dante et Virgile aux enfers, Veillée funèbre) ou de la religion (L'Entrée du Christ à Jérusalem, La Fuite en Égypte, Le Prophète désobéissant, Saint Vincent de Paul). De même, des toiles mythologiques y sont également exposées (L'Odyssée),. L'utilisation des animaux dans les toiles de Gérôme est également régulière (Nominor Leo, La Fin de la corrida, La Chasse au lion).
Notons également que d'autres tableaux de Gérôme sont exposés au musée : Vieille Femme à la pipe, Les Mouettes, Loïe Fuller, Une âme emportée par un ange...

##### Tableaux des artistes de l'«école haut-saônoise»
Le musée Jean-Léon Gérôme concentre également des œuvres dites de l'« école haut-saônoise », nom donné au groupe d'artistes ayant un lien avec la Haute-Saône et qui ont été élèves de Gérôme à l'école des Beaux-Arts de Paris. Connus pour leurs tableaux naturalistes, les principaux représentants de cette école sont Gustave Courtois, Pascal Dagnan-Bouveret, Jules-Alexis Muenier et René Prinet). Cette école se distingue par la prédominance de deux genres : le naturalisme et la peinture de portrait.
Après être entré dans l'atelier de Gérôme en 1881, Jules-Alexis Muenier (1863-1942) s'installe dans la région de Vesoul en 1885. Il y peint de nombreuses œuvres, dont une vingtaine est exposée à Vesoul sur des thématiques diverses, mais principalement relatifs au naturalisme. Parmi ces tableaux, la flore est régulièrement mise en évidence (Roses trémières, Les Éteules, La Conversation, Paysage de bord de Saône), de même que le monde de la paysannerie (Lavandière, Paysan, Faucheur, L'Abreuvoir). Muenier deviendra par ailleurs conservateur du musée de Vesoul.
Les peintures de Pascal Dagnan-Bouveret (1852-1929) sont également en nombre au musée. Il suit les cours de Gérôme à Paris dès 1870 et s'installe plus tard en Franche-Comté. Le musée Jean-Léon Gérôme regroupe principalement de Dagnan-Bouveret des portraits représentant des artistes peintres (Gérôme, von Stetten) mais également des membres de son entourage et de sa famille. On y trouve de même quelques tableaux académiques (Le moulin de Corre, Vue de Venise).
Au sein du musée, on dénombre quelques tableaux de Gustave Courtois (1852-1923), également rattaché à l'école haut-saônoise. Ce peintre haut-saônois débute dans l'atelier de Gérôme en 1869. À Vesoul, le musée expose de lui plusieurs tableaux dont le plus célèbre est César au tombeau d'Alexandre le Grand ainsi que des portraits, représentant notamment des membres de la famille de Dagnan-Bouveret, son ami et conscrit.
Enfin, le dernier représentant communément rattaché à l'école haut-saônoise est René Prinet (1861-1946), qui entra pour sa part dans l'atelier de Gérôme au cours des années 1880. Quelques toiles de Prinet sont exposées au musée Jean-Léon Gérôme (La Bibliothèque, Le réfectoire de l’orphelinat de Morey).
Au total, une cinquantaine de tableaux de l'école haut-saônoise sont exposés au musée Jean-Léon Gérôme. Les représentants de l'école haut-saônoise et leurs descendants donnèrent de leur vivant un nombre important de leurs œuvres au musée.

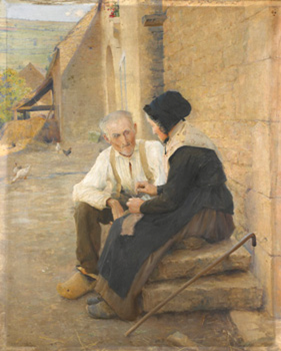
La Conversation (Muenier).
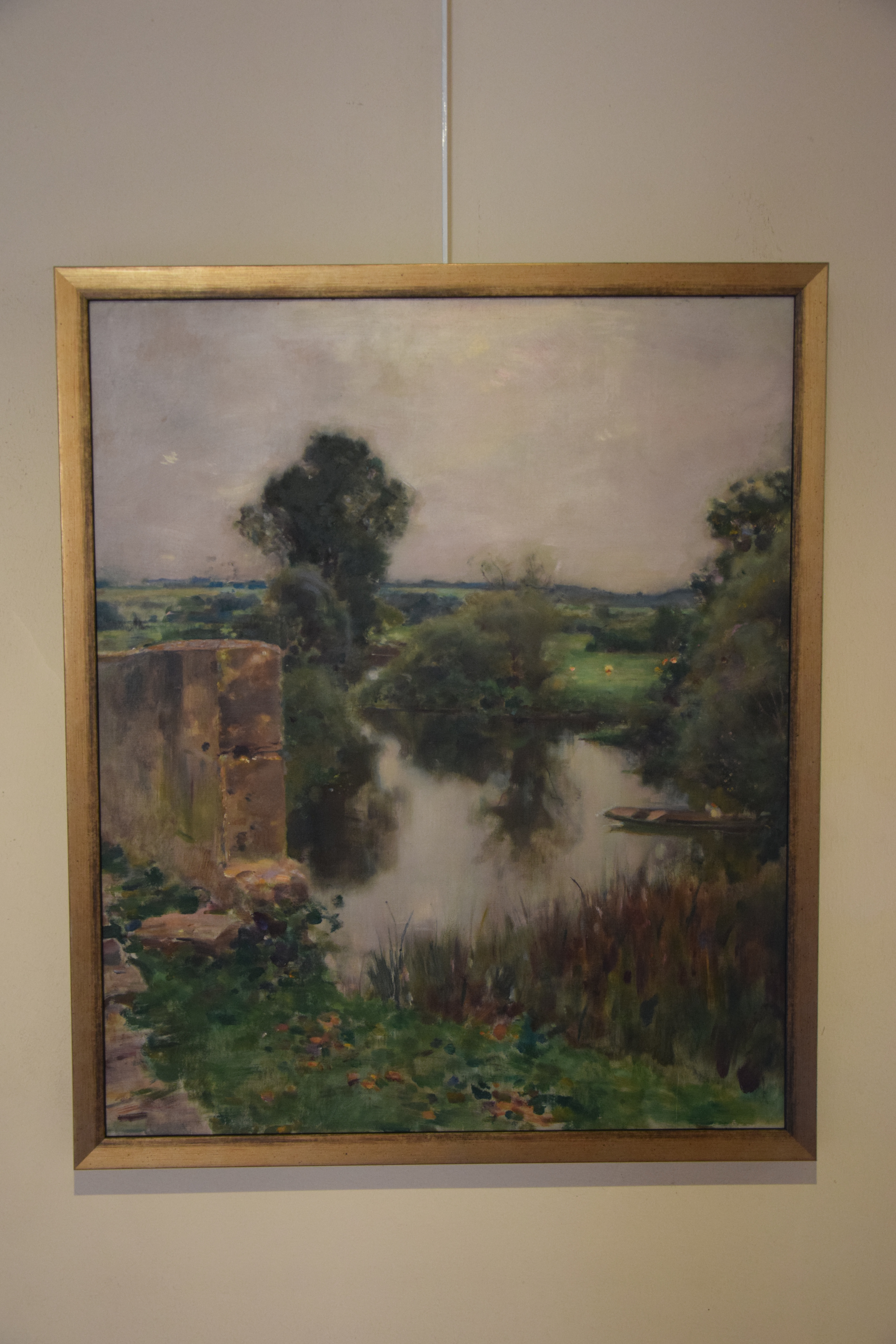
Paysage de bord de Saône (Muenier).
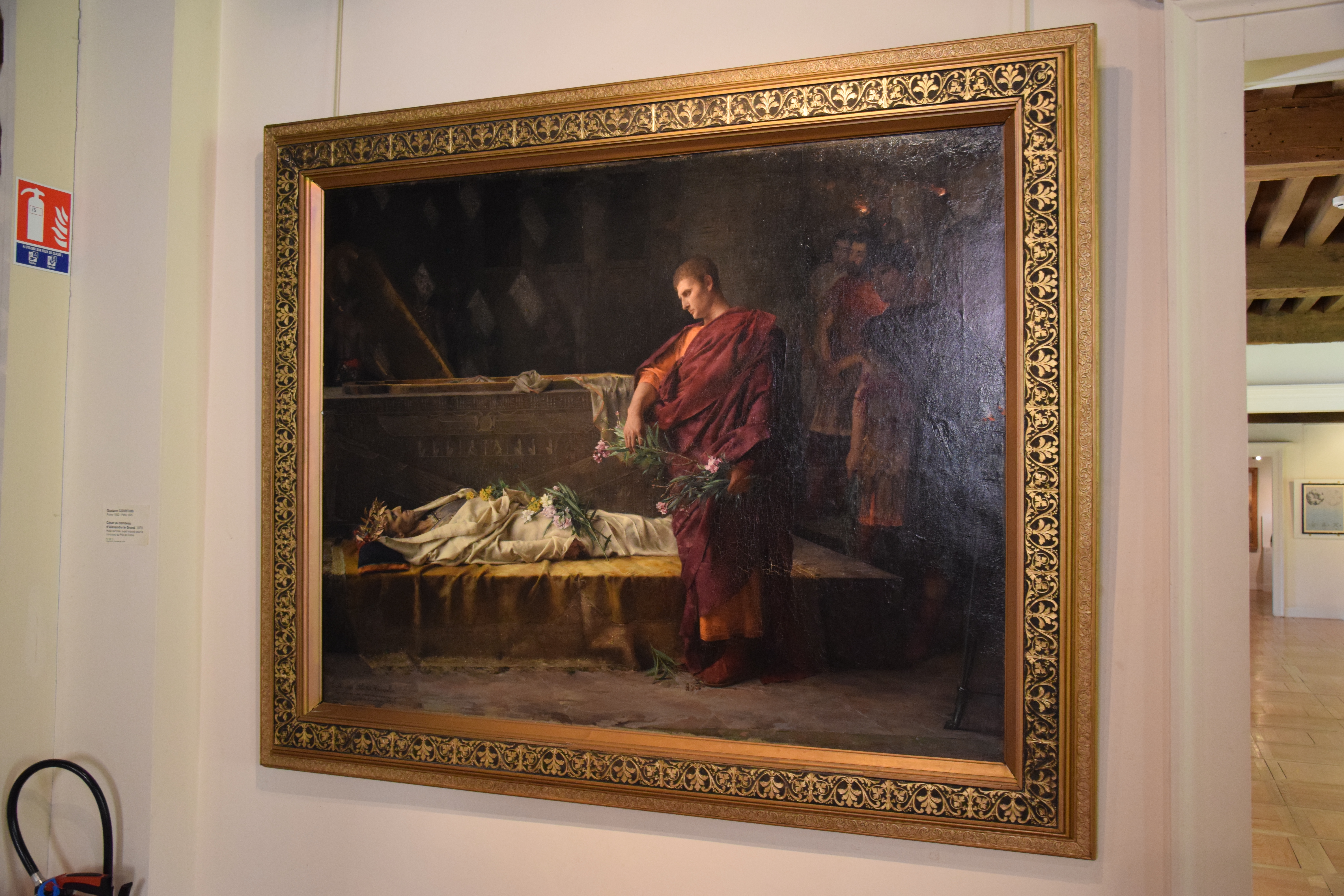
César au tombeau d'Alexandre le Grand (Courtois).
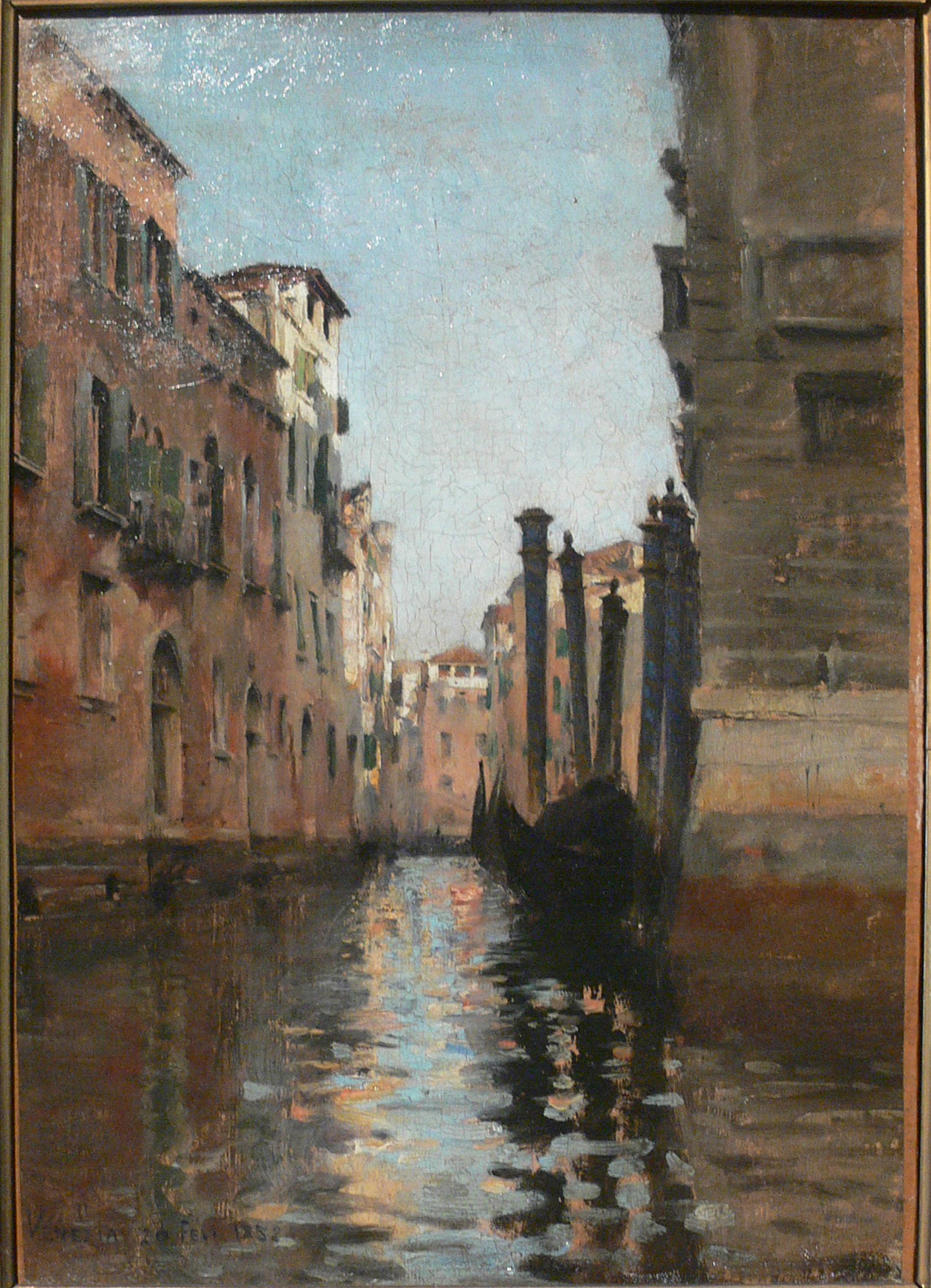
Vue de Venise (Dagnan-Bouveret).

##### Autres tableaux
Le musée abrite par ailleurs d'autres tableaux d'artistes français, notamment francs-comtois : Les falaises de l’Essart-Cendrin (Gustave Courbet), Les Nomades (Louis-Auguste Girardot), La chute du Todeur (Victor Jeanneney), Le mariage de Ruth et Booz (Auguste Leloir), Le sculpteur au travail (Fernand Cormon), Les Flanqueurs (Pierre Georges Jeanniot).
Le capitaine Henri Blandin (1830-1890), peintre vésulien amateur, laissa en 1887 deux tableaux, qui mettent en image des lieux de la ville : Place du Palais de Justice à Vesoul et Défilé de la Compagnie des sapeurs-pompiers, place Neuve à Vesoul.
Il est à noter que certains tableaux du musée sont de peintres non identifiés, soit parce qu'ils n'ont pas signé leurs œuvres, soit parce que leur signature n'a pas permis de les identifier.

#### Sculptures

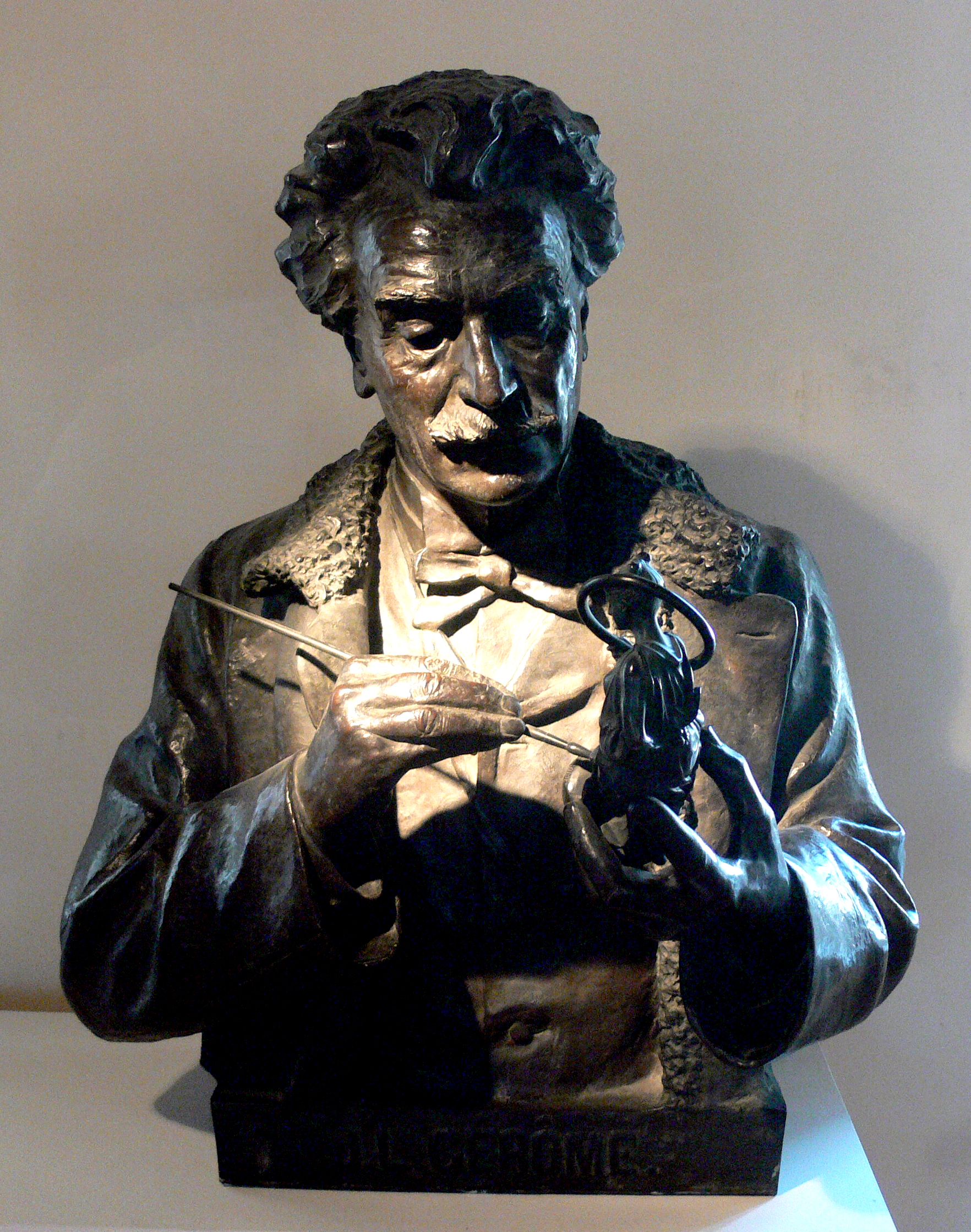
Buste de Jean-Léon Gérôme polychromant une Tanagra de Léopold Bernstamm (1897)

La section Beaux-Arts du musée inclut environ une quarantaine de sculptures. La majorité de ces sculptures, environ une vingtaine, a été conçue par Jean-Léon Gérôme, qui se consacra à cet art à partir des années 1870. À l'instar de ses tableaux, Gérôme s'inspire pour ses sculptures des thèmes de l'art académique. Le thème de la mythologie est représenté (Omphale, Tanagra, Buste de Bellone) tout comme l'Antiquité (Gladiateur jouant du cor, Mirmillon, Belluaire, Le Mendiant). Le musée Jean-Léon Gérôme concentre également des sculptures équestres de Gérôme (Le Duc d’Aumale, Frédéric le Grand). On trouve aussi de Gérôme quelques bas-reliefs en plâtre tels que Le Duc d'Aumale recevant la soumission d'Abd-el-Kader et La Prise de la Smalah,.
L'œuvre intitulée La Douleur, exposée au musée, rend hommage au fils de Gérôme, mort a 27 ans.
Le sculpteur vésulien Jules Aimé Grosjean réalisa quelques œuvres (Les enfants Galzot, Maquette pour un monument Gérôme à Vesoul) exposées au musée. Par ailleurs, le musée abrite aussi plusieurs sculptures représentant Gérôme, émanant des artistes Jean-Baptiste Carpeaux, Léopold Bernstamm et Élias Robert. D'autres œuvres proviennent d'artistes divers (Henri-Frédéric Iselin, Alexandre Falguière, François-Raoul Larche),.
Le musée compte par ailleurs une réalisation d'Auguste Rodin (Portrait de Bastien-Lepage) et une de Henry Varnier (Callirhoé)
Un certain nombre de sculptures du musée sont par ailleurs d'auteurs anonymes ou inconnus (probablement des artistes locaux).

## Personnalités liées au musée
- Jean-Léon Gérôme (1824 - 1904), personnage central et emblématique du musée, figure artistique dont l'œuvre et l'héritage influençèrent un nombre considérable de peintres. Il fit don de son vivant d'une dizaine de ses œuvres au musée. Au total, le musée expose une soixante d'œuvres de Gérôme.
- Georges Garret (1886 - 1954), élu local et bienfaiteur du musée au cours du XXème siècle. Le musée porta son nom pendant plusieurs décennies.
- Victor Jeanneney (1832 - 1885), artiste et professeur de dessin, fondateur du musée
- Jules-Alexis Muenier (1863 - 1942), conservateur du musée, fit don de quelques œuvres au musée. Une vingtaine de ses tableaux y sont exposés au musée.

## Administration et politique culturelle

### Conservateurs
- 1882 à 1885 : Victor Jeanneney[21]
- 1885 à 1896 : Tortey[21]
- 1896 à 1942 : Jules-Alexis Muenier[21],[22]
- 1945 ? : Léon Delabre[22]
- Années 1980 : Gilles Cugnier
- Sabine Gangi

### Fréquentation
Le musée est ouvert la plus grande partie de l'année, avec cependant quelques périodes ponctuelles de fermeture. Les statistiques sur la fréquentation annuelle du musée proviennent des chiffres fournis par le ministère de la Culture.
Le musée est totalement gratuit et n'a pas enregistré d'entrée payante depuis 2001.
| Année | Entrées gratuites |
| ----- | ----------------- |
| 2001  | 6 429             |
| 2002  | 8 475             |
| 2003  | 5 356             |
| 2004  | 5 747             |
| 2005  | 3 647             |
| 2006  | 4 265             |
| 2007  | 3 531             |
| 2008  | 4 689             |
| 2009  | 5 653             |
| 2010  | 5 357             |
| Année | Entrées gratuites |
| 2011  | 4 269             |
| 2012  | 3 724             |
| 2013  | 5 566             |
| 2014  | 4 875             |
| 2015  | 2 970             |
| 2016  | 4 094             |
| 2017  | 4 878             |
| 2018  | 4 345             |
| 2019  | 4 141             |
| 2020  | 1 725             |
| Année | Entrées gratuites |
| 2021  | 2 140             |

### Activités pédagogiques
Le musée reçoit régulièrement les élèves et étudiants des établissements scolaires vésuliens dans le cadre de visites découvertes,. Des actions culturelles et activités pédagoguques sont alors organisées par le musée à destination des élèves,.

### Expositions temporaires
- Bernard Gantner - Rétrospective Bernard Gantner, 1987
- David Lan-Bar - Rétrospective au musée de Vesoul, 1988
- Michel Aubert, Bagdad-sur-Glane, œuvres récentes, janvier 1995[28].